# 大陸 (亞利桑那州)
大陸（英語：Continental）是位於美國亞利桑那州皮馬縣的一個非建制地區。該地的面積和人口皆未知。

## 地理
大陸的座標為31°51′03″N 110°58′29″W / 31.85083°N 110.97472°W，而該地的平均海拔高度為873米（即2864英尺）。